# 斯尼德岩
66°34′S 107°46′E / 66.567°S 107.767°E
斯尼德岩（Snyder Rocks），是南極洲的岩石，位於威爾克斯地，處於安德伍德冰川終點以西6公里，根據美國海軍的空中照片繪入地圖，現時由南極條約體系管理。